# Canon EF 70-200mm-objectief

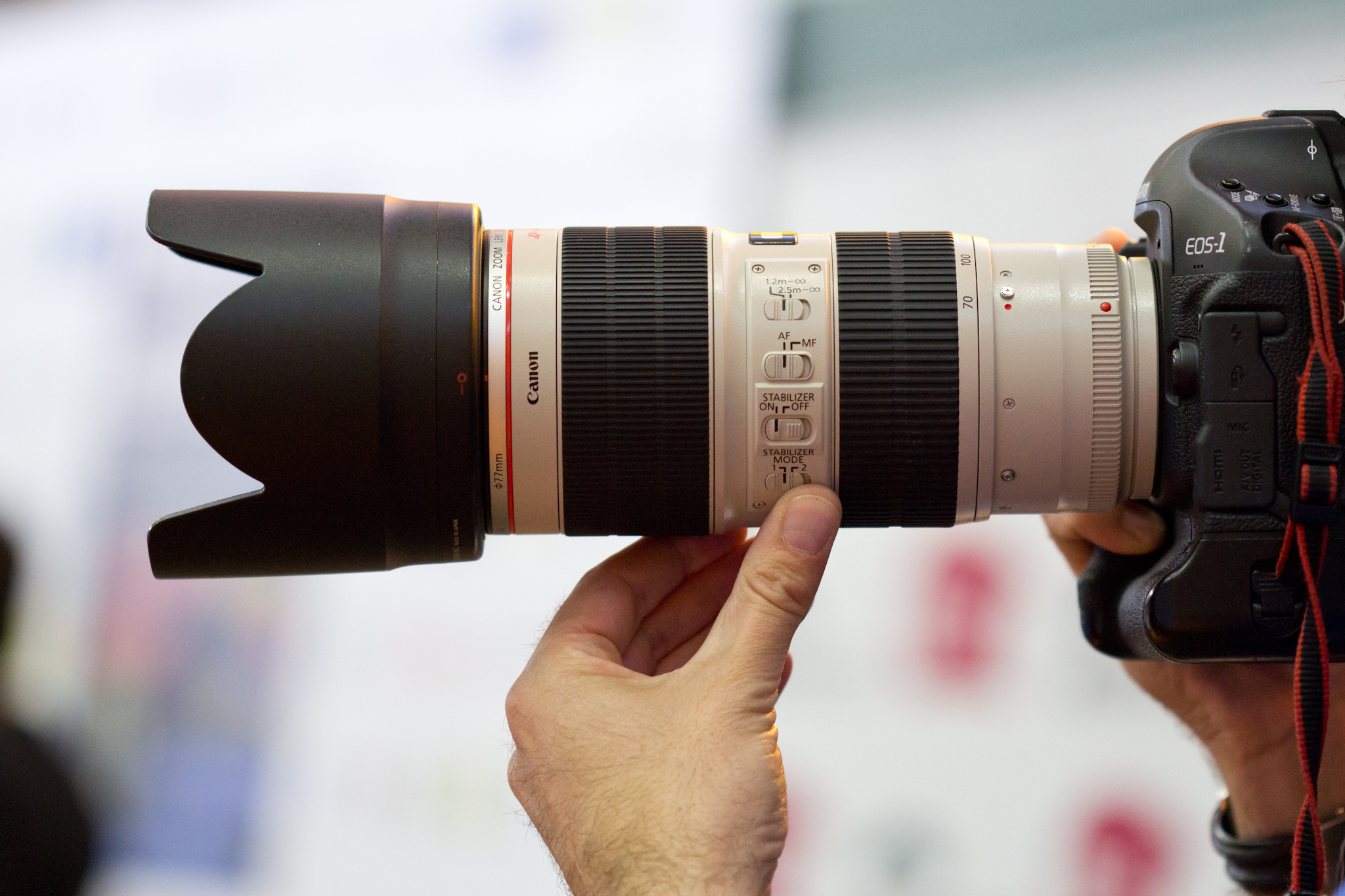
EF 70-200mm met zonnekap

De Canon EF 70-200mm is een familie telezoom-objectieven gemaakt door de Japanse fabrikant Canon. De objectieven beschikken over een EF-lensvatting wat hen geschikt maakt voor de EOS-lijn.
Het objectief is verschenen in vijf verschillende varianten, waarvan er vier nog op de markt zijn. Alle verschenen exemplaren beschikken over een vast maximum diafragma, behoren allen tot de professionele L-lijn van de fabrikant en zijn geschikt voor de Canon Extenders.

## Specificaties
| Naam                        | f/2.8L IS II USM          | f/2.8L IS USM             | f/2.8L USM                | f/4L IS USM               | f/4L USM                  |
| --------------------------- | ------------------------- | ------------------------- | ------------------------- | ------------------------- | ------------------------- |
| Afbeelding                  |                           |                           |                           |                           |                           |
| Belangrijkste eigenschappen |                           |                           |                           |                           |                           |
| Beeldstabilisatie           | Ja                        | Ja                        | Nee                       | Ja                        | Nee                       |
| Weerbestendig               | Ja                        | Ja                        | Nee                       | Ja                        | Nee                       |
| Ultrasonic Motor (USM)      | Ja                        | Ja                        | Ja                        | Ja                        | Ja                        |
| L-objectief                 | Ja                        | Ja                        | Ja                        | Ja                        | Ja                        |
| Diffractieve optica         | Nee                       | Nee                       | Nee                       | Nee                       | Nee                       |
| Macro                       | Nee                       | Nee                       | Nee                       | Nee                       | Nee                       |
| Zoomvergrendeling           | Nee                       | Nee                       | Nee                       | Nee                       | Nee                       |
| Technische eigenschappen    |                           |                           |                           |                           |                           |
| Diafragma (max-min)         | f/2.8-f/32                | f/2.8-f/32                | f/2.8-f/32                | f/4.0-f/32                | f/4.0-f/32                |
| Opbouw                      | 19 groepen / 23 elementen | 18 groepen / 23 elementen | 15 groepen / 18 elementen | 15 groepen / 20 elementen | 13 groepen / 16 elementen |
| Diafragmalamellen           | 8                         | 8                         | 8                         | 8                         | 8                         |
| Minimale scherpstelafstand  | 1,2 m                     | 1,4 m                     | 1,5 m                     | 1,2 m                     | 1,2 m                     |
| Maximale vergroting         | 0,21x                     | 0,17x                     | 0,16x                     | 0,21 x                    | 0,21 x                    |
| Horizontale beeldhoek       | 29° – 10°                 | 29° – 10°                 | 29° – 10°                 | 29° – 10°                 | 29° – 10°                 |
| Verticale beeldhoek         | 19°30′ – 7°               | 19°30′ – 7°               | 19°30′ – 7°               | 19°30′ – 7°               | 19°30′ – 7°               |
| Diagonale beeldhoek         | 34° – 12°                 | 34° – 12°                 | 34° – 12°                 | 34° – 12°                 | 34° – 12°                 |
| Fysieke eigenschappen       |                           |                           |                           |                           |                           |
| Gewicht                     | 1.490 g                   | 1.470 g                   | 1.310 g                   | 760 g                     | 705 g                     |
| Lengte                      | 197 mm                    | 197 mm                    | 194 mm                    | 172 mm                    | 172 mm                    |
| Filterdiameter              | 77 mm                     | 77 mm                     | 77 mm                     | 67 mm                     | 67 mm                     |
| Accessoires                 |                           |                           |                           |                           |                           |
| Kap                         | ET-86                     | ET-86                     | ET-83II                   | ET-74                     | ET-74                     |
| Momenteel in productie?     | Ja                        | Nee                       | Ja                        | Ja                        | Ja                        |